# Mitsubishi Fuso Canter
Pour les articles homonymes, voir Canter.
Le Mitsubishi Canter est un modèle de camion produit depuis 1963 par le constructeur japonais Mitsubishi en 8 générations. Le marché européen est approvisionné exclusivement avec des Canter de l'usine d'assemblage Mitsubishi Fuso à Tramagal, au Portugal. Depuis 2009, ces véhicules sont équipés de moteurs FPT - FIAT Powertrain Technologies et d'une transmission ZF Friedrichshafen. Pour se conformer aux normes en vigueur au Japon à partir de 2015 normes d'émissions plus strictes, tous les modèles Canter utilisent le même moteur FPT 4 temps, refroidi à l'eau, diesel F1C DOHC4 turbocompressé présent sur les FIAT Ducato V et IVECO Daily, et sont vendus dans tous les marchés.
En Indonésie, le Mitsubishi Fuso Canter est nommé Colt Diesel. Il est rare d'utiliser "Colt Diesel".

## Historique
Le modèle Canter a été lancé en mars 1963 pour la gamme existante de camions légers T20. La série précédente a commencé avec le "T710" de 1960. Ces premiers modèles ont été vendus presque entièrement en Asie. L'Asie-Pacifique était le principal marché du Canter jusqu'au début des années 1970. Plus tard, la série a commencé à voir l'exportation ou la fabrication locale dans des marchés tels que l'Europe, le Moyen-Orient et l'Amérique du Nord. Dans de nombreux marchés, le Canter était très cher et a été remplacé par le Mitsubishi Fuso Truck quand ce modèle est devenu disponible pour le marché mondial au début des années 1980.
En 2021, la nouvelle génération du Canter débuta sa construction à Tramagal, il possède une nouvelle cabine avec un système d'échappement compact plus récent afin de satisfaire aux exigences des normes environnementales EURO VI.